# Samira Chahbandar
Samira Chahbandar (en arabe : سميرة شاهبندر, Samîrah Châhbandar) est la deuxième femme de l'ancien président iraquien Saddam Hussein. 
Après l'invasion américaine, elle fuit au Liban.